# Las Flores (Lempira)
Las Flores é uma cidade hondurenha do departamento de Lempira.